# Labocurtidia hamata
Labocurtidia hamata är en insektsart som beskrevs av Nielson 1979. Labocurtidia hamata ingår i släktet Labocurtidia och familjen dvärgstritar. Inga underarter finns listade i Catalogue of Life.